# Jacques Rimbault
Jacques Rimbault, né le 7 août 1929 à Bourges et mort le 19 mai 1993 à Vierzon,  est un homme politique français.
Membre du Parti communiste français, il est conseiller général du Cher de 1973 à 1988, maire de Bourges de 1977 à 1993 et député du Cher de 1981 à 1993.

## Biographie

### Enfance et jeunesse
Jacques Rimbault naît le 7 août 1929 à Bourges dans une famille de la petite-bourgeoisie.
Il fréquente l'École de Pyrotechnie de Bourges en 1943 et obtient en 1946 un certificat d’aptitude professionnelle d'ajusteur et un brevet des usines mécaniques de l'État.
Il adhère en septembre 1944, alors qu'il n'a que 15 ans, aux Forces unies de la jeunesse patriotique, puis un an plus tard, au Parti communiste français.
Sur le plan professionnel, il est embauché à la Société nationale des constructions aéronautiques du Centre (SNAC), qui le licencie en 1948. Il trouve ensuite un emploi à la Précision moderne, une entreprise métallurgique de Vierzon.

### Parcours politique
Résidant à Vierzon à partir de 1949, Jacques Rimbault est élu conseiller municipal en 1954 et exerce à partir de 1959 les fonctions de maire-adjoint chargé des travaux aux côtés de Léo Mérigot, puis de Fernand Micouraud.
En 1957, il est secrétaire de la fédération communiste du Cher et, après être passé par l'École supérieure des sciences sociales du PCUS à Moscou pendant un an, il est élu membre du Comité central en 1964. Mais son parcours à Bourges ne commence qu'aux cantonales de 1973, où il est candidat pour le PCF et élu conseiller général dans le canton de Bourges-Asnières. 
Progressivement, Jacques Rimbault se fait connaitre dans le milieu berruyer. Assidu, il écrit, discute, propose des solutions aux problèmes de Bourges. Il travaille en profondeur sur les difficultés concrètes des Berruyers.
À l'issue des élections municipales en 1977, de 1983 et de 1989, il est élu maire de Bourges, aux législatives de 1981, 1986 et 1988 député du Cher.
La méthode « JR » est la prise en compte d'une communication très populaire, avec les mots de tout le monde, il dit souvent qu'il n'a pas fait l'ENA, et à partir de 1989, qu'il ne sort pas de HEC. À Bourges, Jacques Rimbault ne brandissait jamais de manière ostensible " la faucille et le marteau ", au contraire, il était le maire de tous les Berruyers, même ceux des beaux quartiers.

## Hommage
Le principal stade de la ville de Bourges a été baptisé en 1993 en son honneur par le conseil municipal.

## Synthèse des mandats et fonctions
- Au niveau local :
  - Conseiller municipal puis adjoint au maire de Vierzon (dès 1957)
  - Conseiller général du Cher, élu dans le canton de Bourges-Asnières (1973-1988)
  - Maire de Bourges (1977-1993)

- Au niveau national :
  - Député de la 2e circonscription du Cher (1981-1993)

- Au sein du Parti communiste français :
  - Secrétaire fédéral de l'UJRF
  - Membre du bureau fédéral (dès 1953)
  - Membre du comité central (1964-1976)